# Eublemmoides crassiuscula
Eublemmoides crassiuscula là một loài bướm đêm trong họ Erebidae.